# Alvin Straight
Alvin Boone Straight (17 de octubre de 1920 - 9 de noviembre de 1996) fue un hombre estadounidense que se hizo famoso por viajar 240 millas (390 km) en una cortadora de césped desde Laurens, Iowa, hasta Blue River, Wisconsin, para visitar a su hermano enfermo. Inspiró la película de 1999 The Straight Story, dirigida por David Lynch.

## Primeros años
Alvin Straight nació en Scobey, Montana. Se casó con Frances Beek el 17 de octubre de 1946 en Scobey. En 1973, Alvin, Frances y su familia se mudaron a Lake View, Iowa, donde trabajó como obrero general. Era padre de cinco hijos y dos hijas. Straight participó en la Segunda Guerra Mundial, sirviendo como soldado raso de primera clase, y también en la guerra de Corea.

## Viaje en cortadora de césped
En junio de 1994, el hermano de Straight, de 80 años, Henry Straight (Palisade, 4 de enero de 1914 - Iowa, 15 de junio de 1998), había sufrido un derrame cerebral. A la edad de 73 años y con mala salud debido a la diabetes, enfisema y otras dolencias, Straight no podía ver lo suficientemente bien como para obtener una licencia de conducir, por lo que decidió que su única opción era viajar en su cortadora de césped John Deere de 1966. 
Inició su viaje a principios de julio de 1994 conduciendo su cortadora de césped a lo largo de los bordes de la carretera, arrastrando un remolque cargado con gasolina, equipo para acampar, ropa y comida desde su casa en Laurens, Iowa, hasta la casa de su hermano en Blue River, Wisconsin.
Aproximadamente cuatro días y 21 millas en el viaje, la cortadora de césped se averió en West Bend, Iowa. Straight gastó $250 dólares en repuestos, incluido un condensador, enchufes, un generador y un motor de arranque.
Después de viajar otras 90 millas, Straight se quedó sin dinero mientras estaba en Charles City, Iowa. Allí acampó durante unos días hasta que llegaron sus próximos cheques del Seguro Social en agosto. Fue entrevistado por periódicos locales. El 15 de agosto, la cortadora de césped de Straight se volvió a estropear cuando estaba a dos millas de la casa de su hermano cerca de Blue River. Un granjero se detuvo y lo ayudó a empujarlo el resto del camino. A una velocidad máxima de 5 millas por hora (8,0 km/h), el viaje tomó seis semanas en total. Después de la visita, el sobrino de Straight y el hijo de Henry Straight, Dayne Straight, lo llevaron de regreso a Iowa en su camioneta.
Henry Straight se recuperó de su derrame cerebral y regresó a Iowa para estar más cerca de Alvin Straight y el resto de su familia.
Paul Condit, presidente y gerente general de Texas Equipment Company, Inc., en Seminole, Texas, se enteró del viaje y le dio a Straight una cortadora de césped de reemplazo John Deere de 17 caballos de fuerza por valor de $5,000 USD. A Straight no le gustó la atención de los medios por el viaje con la cortadora de césped y rechazó las ofertas para aparecer en varios programas de entrevistas de televisión, incluidos The Tonight Show with Jay Leno y Late Show with David Letterman.

## Años posteriores y muerte
En abril de 1995, Straight intentó conducir una cortadora de césped a Sun Valley, Idaho, pero tuvo que regresar debido al clima frío. El 9 de noviembre de 1996, Alvin Straight murió de una enfermedad cardíaca en un hospital local en Pocahontas, Iowa, a la edad de 76 años. Una cortadora de césped similar a la que había usado en su viaje acompañó su procesión fúnebre hasta el cementerio de Ida Grove, Iowa, donde está enterrado.

## Adaptaciones
El dramaturgo e intérprete Dan Hurlin y el compositor y diseñador de sonido Dan Moses Schreier adaptaron el viaje de Straight a una producción teatral que fue anunciada como una ópera, titulada The Shoulder, la cual se estrenó en el CSPS Hall en Cedar Rapids, Iowa, en octubre de 1997, presentado por Legion Arts. También se representó en enero de 1998 en el Dance Theatre Workshop de Nueva York y en el Walker Art Center de Mineápolis.
La historia de Straight se adaptó a la película The Straight Story, dirigida por David Lynch y protagonizada por Richard Farnsworth (en un papel nominado al Óscar) como Alvin Straight. Cuando los planes para la película comenzaron en 1995, Straight firmó un contrato que aseguraba que recibiría $10,000 dólares más el 10% de las ganancias de la película, aunque murió antes de que la película se completara. Dijo que hizo el viaje para ver a su hermano, no por la posibilidad de ganar fama o dinero.